# William S. Mesick

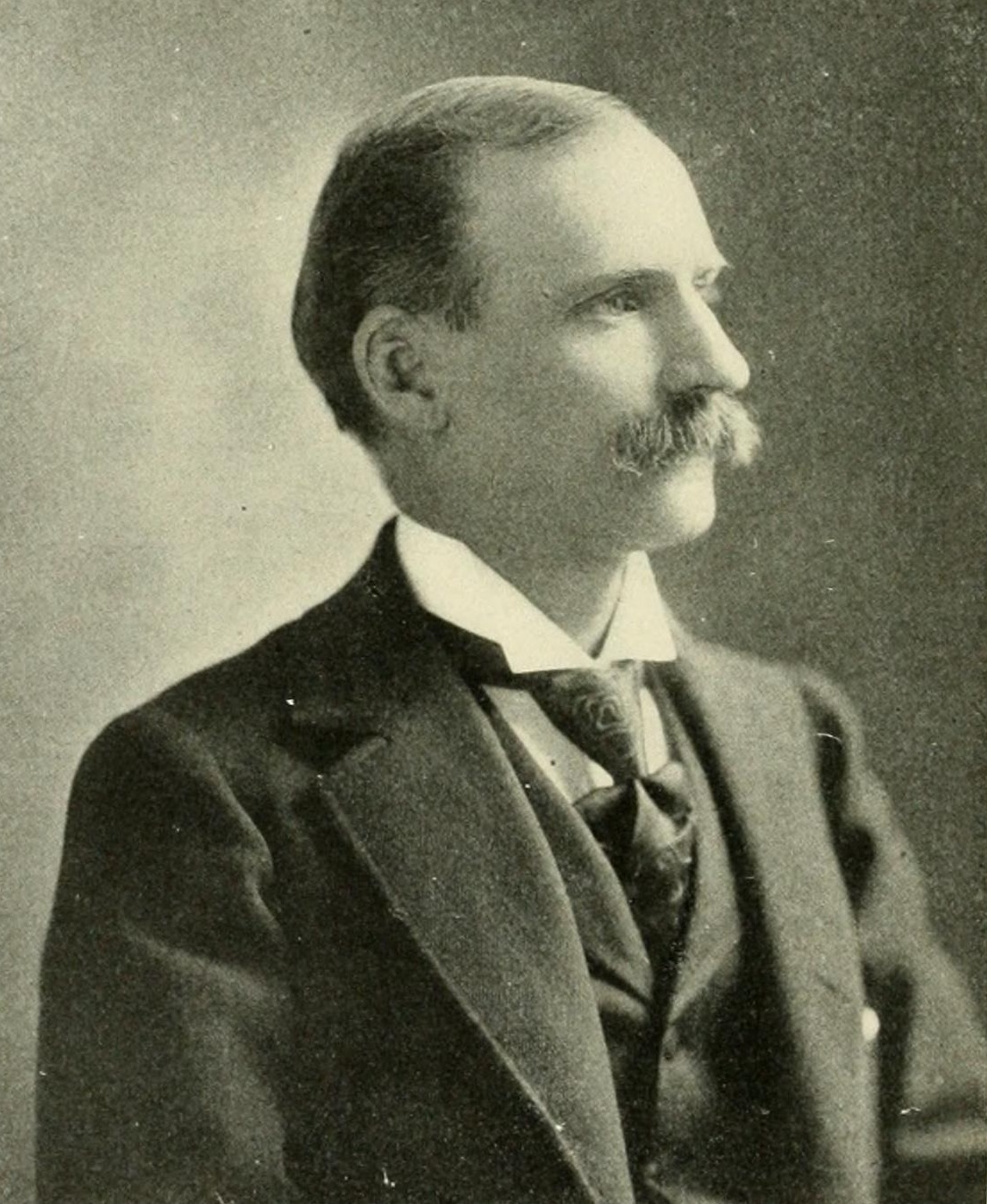
William S. Mesick

William Smith Mesick (* 26. August 1856 in Newark, New York; † 1. Dezember 1942 in Petoskey, Michigan) war ein US-amerikanischer Politiker. Zwischen 1897 und 1901 vertrat er den Bundesstaat Michigan im US-Repräsentantenhaus.

## Werdegang
William Mesick besuchte die öffentlichen Schulen in Kalamazoo (Michigan) und danach eine Handelsschule. Nach einem anschließenden Jurastudium an der University of Michigan in Ann Arbor und seiner im Jahr 1881 erfolgten Zulassung als Rechtsanwalt begann er in Mancelona in seinem neuen Beruf zu arbeiten. Mesick war auch für eine Amtszeit Staatsanwalt im Antrim County.
Politisch war Mesick Mitglied der Republikanischen Partei. Bei den Kongresswahlen des Jahres 1896 wurde er im elften Wahlbezirk von Michigan in das US-Repräsentantenhaus in Washington, D.C. gewählt, wo er am 4. März 1897 die Nachfolge von John Avery antrat. Nach einer Wiederwahl im Jahr 1898 konnte er bis zum 3. März 1901 zwei Legislaturperioden im Kongress absolvieren. In diese Zeit fiel der Spanisch-Amerikanische Krieg von 1898. Seit 1899 war William Mesick Vorsitzender des dritten Wahlausschusses (Committee on Elections No. 3).
Im Jahr 1900 wurde er von seiner Partei nicht zur Wiederwahl nominiert. In der Folge arbeitete er als Anwalt in Mancelona. Später verlegte er seinen Wohnsitz und seine Kanzlei nach Petoskey, wo er am 1. Dezember 1942 starb.